# 小林正彦
小林 正彦 （こばやし まさひこ、1936年1月1日 - 2016年10月30日）は、日本のテレビプロデューサー、芸能マネージャー、芸能プロモーター。
石原プロモーション元代表取締役専務、ウェブクウ取締役。愛称はコマサ、小林専務。

## 来歴・人物
三重県出身。ホテル専門学校を経て、日活が経営する日活ホテルに入社し、フロントボーイを務める。その後、系列の日活撮影所に異動し、その仕事ぶりが石原裕次郎の目に留まり、1965年に石原プロモーションに入社する。
石原プロの経営を長年に渡り支えた。また、ドラマ制作やイベント開催にあたり自ら陣頭指揮を取り、石原プロ名物の炊き出しでは自ら調理して所属俳優と共に料理を配ることでも知られた一方で、安全確保が不十分な環境下での撮影や、過剰なタイアップ、放送局・ビデオメーカーに対する法外な要求（このため、小林の在職中は石原プロ作品の多くがビデオソフト化されない状況にあった）など、その製作姿勢には批判も多く、2003年にはドラマ『西部警察2003』の撮影中に発生した人身事故で業務上過失致傷罪に問われ、罰金の略式処分を受けている。
2011年5月11日、健康上の理由から石原プロモーション専務取締役を同年3月28日付で退任したことを発表した。
2016年10月30日、東京都内の出先で倒れて病院へ搬送されたが、虚血性心不全のため死去。80歳没。

## エピソード
- ホテルマンだった頃、バーでただ飲みをしようとした外国人プロレスラーをねじ伏せたなど、数多くの武勇伝を持つ。
- 石原プロが巨額の借金を抱え倒産が噂された1972年頃、借金返済のための3億円を小林がかき集めた。以降も小林が陣頭指揮を執り、石原プロの安定経営のために豪腕をふるった。大都会・西部警察シリーズでの、日産自動車・東急グループを始めとするスポンサータイアップが有名である。
- 『大都会 PARTIII』放送終了後、日本テレビから大都会パートⅣ製作の打診を受け、一方ではテレビ朝日から、大都会の様な、新しい刑事ドラマの製作を持ちかけられた、これを聞いた石原裕次郎は、日本テレビのおかげで石原プロの経営が良好になったことから、その義理でテレビ朝日の打診を一蹴した[5]。しかし、石原プロの経営にとっては義理よりも金銭的に魅力的なテレビ朝日のオファーを小林が単独で強引に押し進める形で、日本テレビからテレビ朝日に鞍替え、『西部警察シリーズ』が製作されることとなった[5]。
- 1981年、石原裕次郎が動脈瘤から奇跡的に一時回復した際、入院先の慶應病院屋上から集まったファンやマスコミ関係者に手を振るという演出があったが、その演出は主に小林が提案したものだった。
- 1984年、裕次郎に肝細胞がんが発見された際、一番初めに医師から告知を受けている。兄の石原慎太郎は裕次郎にがん告知すべきだと主張したが、小林は断固反対し、裕次郎は告知されることなく亡くなった。
- 渡哲也にNHKから大河ドラマ「秀吉」の、織田信長役での出演オファーがあった際、小林は「大河ドラマで一度途絶えた[6]渡哲也の完全復活は大河ドラマでしか有り得ない」と考え、渡の出演を絶対に成功させるべく、普段はプライベートを公に語らない渡を説得し、毎日新聞の1年間インタビュー連載へとこぎつけた。これらの顛末は、その連載記事の単行本である「渡哲也 俺」(毎日新聞社刊)に詳しく書かれている。

## 企画に携わった作品
日本テレビ系
- 大都会 闘いの日々
- 大都会 PARTII
- ADMIRAL'S CUP 1977 -裕次郎は燃えた!-
- ペンタゴン 米ソ軍事戦略の全貌
- 大都会 PARTIII
- 独占企画!石原軍団INハワイ

テレビ朝日系
- 浮浪雲
- 西部警察シリーズ
- ただいま絶好調!
- ゴリラ・警視庁捜査第8班
- 代表取締役刑事
- 生命燃ゆ
- 愛しの刑事
- 西部警察 SPECIAL
- 弟
- 祇園囃子
- マグロ
- おいしいごはん 鎌倉・春日井米店
- 告知せず

## 演じた俳優
- テレビ朝日『弟』（2004年11月17日 - 21日放送）での配役
  - 石原良純（青年期）
  - 大杉漣（壮年期）
- NHK BSプレミアム『裕次郎は死なない～心に刻まれた５つの物語～』（2017年6月17日放送）での配役
  - 市川しんぺー
- NHK BS4K『裕さんの女房』（2021年3月20日放送）での配役
  - 尾美としのり

## 関係人物
- 石原裕次郎
- 石原まき子
- 渡哲也